# Kynnefjäll-Sätret
Kynnefjäll-Sätret är ett naturreservat på högplatån Kynnefjäll i Krokstads socken i Munkedals kommun och Naverstads socken i Tanums kommun. Det är det yngsta av tre reservat i området, de andra två är Kynnefjäll A och Kynnefjäll B. Reservatet förvaltas av Västkuststiftelsen. I norra delen av reservatet finns södra ändan av Sälesjön.
Platån är mycket jordfattig, på 1700- och 1800-talen var området nästan skoglöst och präglades av svedjebruk och bete. Här fanns ljunghedar, myrar och hällmarker. När hävden successivt upphörde beskogades markerna i huvudsak genom självsådd. Floran är artfattig men här finns sällsynta orkidéer som spindelblomster och knärot. Här finns också sällsynta lavar och mossor som purpurmylia, korallblylav och kattfotslav. Området är viktigt för fågelarter som tjäder, nattskärra, fiskgjuse och sparvuggla. Varg har uppträtt regelbundet under 2010-talet.